# Bill Hoskyns
Henry William Furse „Bill” Hoskyns (ur. 19 marca 1931 w Londynie, zm. 4 sierpnia 2013 w North Perrott) – brytyjski szermierz, dwukrotny srebrny medalista olimpijski i pięciokrotny medalista mistrzostw świata.
Na igrzyskach olimpijskich w Melbourne w 1956 roku startował w szpadzie i szabli indywidualnej, jednak nie dotarł do finałów. Był za to czwarty w szpadzie drużynowej, piąty we florecie drużynowym, a w szabli drużynowej zajął siódme miejsce. Na rozgrywanych cztery lata później igrzyskach olimpijskich w Rzymie reprezentacja Wielkiej Brytanii w składzie: Bill Hoskyns, John Pelling, Michael Howard, Allan Jay, Raymond Harrison i Michael Alexander zdobyła srebrny medal w szpadzie drużynowej. Indywidualnie odpadł w ćwierćfinałach. Na tej samej imprezie był też piąty we florecie drużynowym i siódmy w zawodach indywidualnych. Kolejny medal zdobył podczas igrzysk olimpijskich w Tokio w 1964 roku, zajmując drugie miejsce w szpadzie indywidualnej. W rundzie finałowej wygrał dwie z trzech walk, zdobywając tyle samo punktów co Hryhorij Kriss z ZSRR; w walce barażowej o złoty medal przegrał z Krissem 2:5. W zawodach drużynowych Brytyjczycy zajęli dziewiąte miejsce. We florecie indywidualnym był siódmy, a w drużynowym dziewiąty. Startował także w szabli drużynowej, jednak Brytyjczycy odpadli w pierwszej rundzie. Następnie brał udział w igrzyskach olimpijskich w Meksyku, zajmując siódme miejsce w szpadzie drużynowej i dziewiąte we florecie drużynowym. W zawodach indywidualnych plasował się poza czołową dziesiątką. Podczas igrzysk w Monachium w 1972 roku wystąpił tylko w szpadzie drużynowej, zajmując trzynaste miejsce. Brał również udział w igrzyskach olimpijskich w Montrealu w 1976 roku, gdzie był dziewiąty w drużynowych zawodach w szabli i szpadzie.
Podczas mistrzostw świata w Rzymie w 1955 roku wspólnie z Haroldem Cooke, Allanem Jayem, René Paulem i Osmundem Reynoldsem zdobył brązowy medal we florecie drużynowym. Na rozgrywanych dwa lata później mistrzostwach świata w Paryżu Brytyjczycy w składzie: Raymond Harrison, Bill Hoskyns, Michael Howard, Allan Jay, John Pelling i Ralph Sproul-Bolton zajęli trzecie miejsce w turnieju drużynowym szpady. Następnie wywalczył złoty medal w szpadzie indywidualnej na mistrzostwach świata w Filadelfii w 1958 roku. Na podium wyprzedził Włocha Edoardo Mangiarottiego i Arnolda Czernuszewicza z ZSRR. W tej samej konkurencji zdobył srebrny medal na mistrzostwach świata w Paryżu w 1965 roku, przegrywając tylko z Węgrem Zoltánem Nemere. Ponadto na tej imprezie razem z Nicholasem Halstedem, Peterem Jacobsem, Allanem Jayem i Johnem Pellingiem zdobył srebro w turnieju drużynowym.
Wielokrotnie zdobywał medale mistrzostw kraju, przy czym jako drugi w historii (po Edgarze Seligmanie) zwyciężał we florecie, szabli i szpadzie. W latach 1958–1970 zdobył również dziewięć złotych medali na Igrzyskach Imperium Brytyjskiego i Wspólnoty Brytyjskiej. Kształcił się w Eton College, następnie służył w British Army (osiągnął stopień majora). Odznaczony Orderem Imperium Brytyjskiego. Był też wiceprezydentem Brytyjskiego Związku Szermierki.